# Mezquital
Mezquital è una municipalità dello stato di Durango, nel Messico centrale; il capoluogo è la città di San Francisco del Mezquital.
La popolazione della municipalità è di 30.069 abitanti (2010) e ha una estensione di 7.196,5 km².